# Mikaeli kammarkör

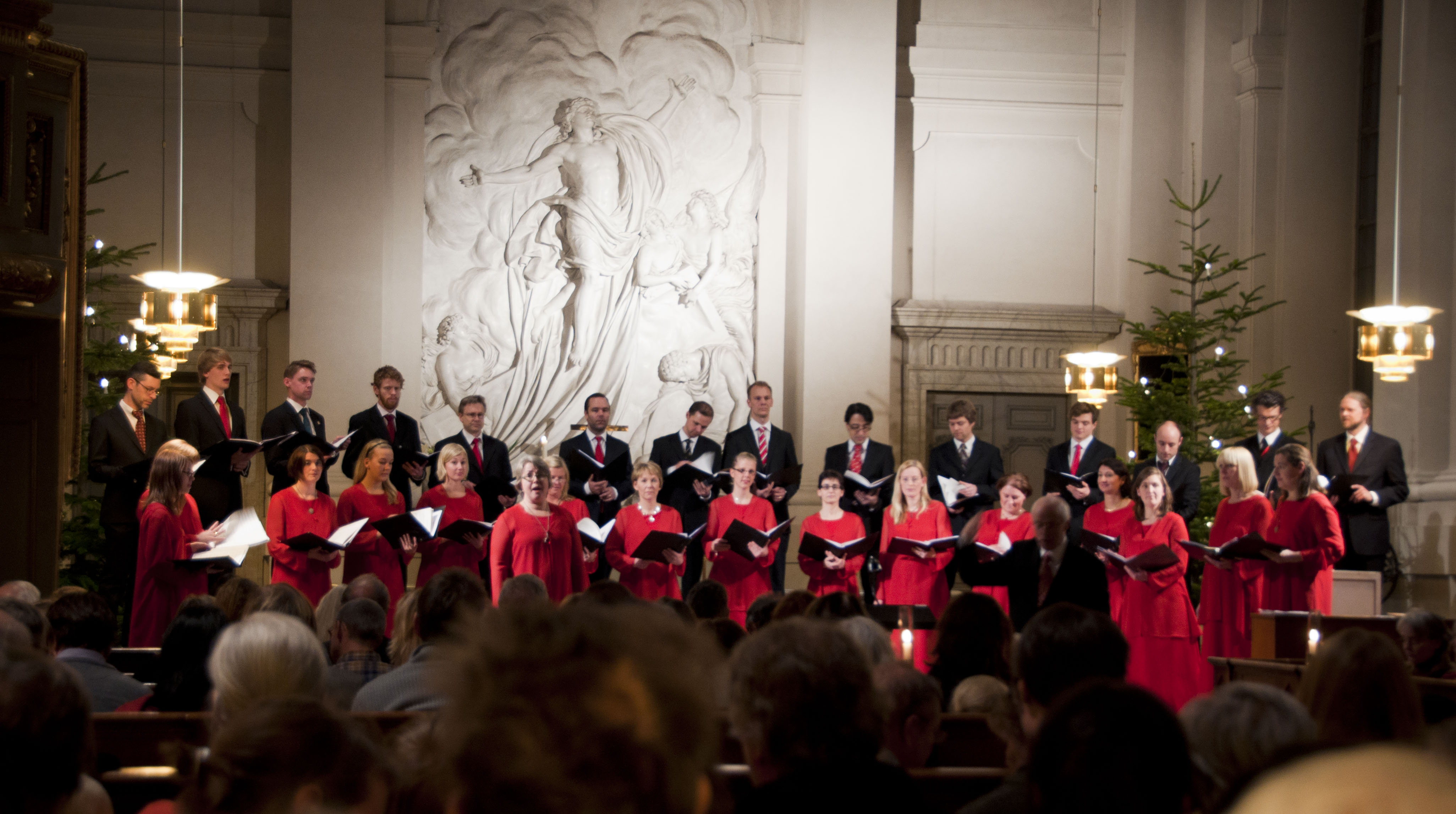
Julkonsert i Adolf Fredriks kyrka 2010

Mikaeli kammarkör är en blandad kör från Stockholm, normalt bestående av ca 32 sångare; vid större produktioner med utökad numerär. Dirigenten, professor emeritus Anders Eby, grundade kören 1970 i Mikaelskapellet, Matteus församling och har varit dess konstnärliga ledare alltsedan dess. Senare har kören hört hemma i Johannes församling och därefter Adolf Fredriks församling. Sedan 2018 är kören en fristående ensemble. 
Kören har förutom otaliga radioinspelningar gjort ett tjugotal skivor utgivna på bl.a. Proprius och Footprint. Den har också turnerat regelbundet, huvudsakligen i Sverige och Europa men även i USA och Kanada. Kören har haft många återkommande samarbeten med institutioner som Berwaldhallen (med Östersjöfestivalen) och Folkoperan, samt enskilda välrenommerade ensembler, dirigenter och instrumentalister både i Sverige och utomlands.
Repertoaren är till lika delar profan och sakral. Den omfattar såväl de stora verken för kör a cappella och med orkester som musikdramatiska verk, folkmusik och svensk körlyrik. Tyngdpunkten har dock kommit att ligga på de stora nutida a cappella-verken. År 2021 firade Mikaeli kammarkör sitt av pandemin försenade 50-årsjubileum med en konsert som spelades in av Sveriges Radio, P2.

## Diskografi
Exempel på inspelningar kören har gjort genom åren:
- Mattias Sköld: Requiem, Lars-Erik Rosell: Solrosen och molnet
- Jul i Adolf Fredriks Kyrka
- Yamandú Pontvik: Mångfaldsmässa & Ariel Ramirez: Misa Criolla
- Le Cantique des Cantiques
- Henk Badings: Maria
- 3 Masses of the 20th Century (Francis Poulenc, Paul Hindemith, Ralph Vaughan Williams)
- Johann Sebastian Bach: Mässa i h-moll
- Andeliga Sånger
- August Söderman: Musik ur ”Marsk Stigs döttrar”
- Wilhelm Peterson-Berger: Sånger för blandad kör
- Frank Martin: Messe für Doppelchor, Ildebrando Pizzetti: Messa di Requiem
- ”Över skogen, över sjön” Adolf Fredrik Lindblad: Drömmarne, Om winterqväll
- ”Om sommaren sköna...”
- Siegfried Naumann: Il Cantico del Sole
- Camille Saint-Saëns: Oratorio de Noël
- Mikaeli Kammarkör sjunger sakralt
- Olov Olofsson: Dagen skimrar i gräset
- Svenska Psalmer
- Une cantate imaginaire